# Municipio de Whitewater (Ohio)
El municipio de Whitewater (en inglés: Whitewater Township) es un municipio ubicado en el condado de Hamilton en el estado estadounidense de Ohio. En el año 2010 tenía una población de 5519 habitantes y una densidad poblacional de 80,88 personas por km².

## Geografía
El municipio de Whitewater se encuentra ubicado en las coordenadas 39°11′55″N 84°45′47″O / 39.19861, -84.76306. Según la Oficina del Censo de los Estados Unidos, el municipio tiene una superficie total de 68.24 km², de la cual 65,67 km² corresponden a tierra firme y (3,77 %) 2,57 km² es agua.

## Demografía
Según el censo de 2010, había 5519 personas residiendo en el municipio de Whitewater. La densidad de población era de 80,88 hab./km². De los 5519 habitantes, el municipio de Whitewater estaba compuesto por el 96,19 % blancos, el 0,45 % eran afroamericanos, el 0,29 % eran amerindios, el 0,14 % eran asiáticos, el 1,43 % eran de otras razas y el 1,49 % eran de una mezcla de razas. Del total de la población el 3,04 % eran hispanos o latinos de cualquier raza.